# کنترل (فیلم آینده)
کنترل (انگلیسی: Control) فیلم اکشن آمریکایی به کارگردانی روبرت شونتکه و با بازی جیمز مک‌آووی و جولین مور است. این فیلم توسط استودیوکانال و د پیکچر کامپنی تولید شده و اقتباسی از پادکست شیپ‌ورم است.

## داستان
مردی در مغزش ایمپلنتی دارد که به او دستورهایی می‌دهد.

## بازیگران
- جیمز مک‌آووی
- جولین مور
- سارا بولگر
- نیک محمد
- جنا کولمن
- کایل سالر
- آگوست دیل
- مارتینا گدک

## تولید
️این پروژه از استودیوکانال و د پیکچر کامپنی در آوریل ۲۰۲۳ اعلام شد و جیمز مک‌آووی برای نقش اصلی و روبرت شونتکه به عنوان کارگردان انتخاب شدند. این فیلم اقتباسی از پادکست شیپ‌ورم ساختهٔ زاک آکرز و اسکیپ برانکی است. آکرز فیلم‌نامه را با همکاری اندرو بالدوین نوشت و برانکی تهیه‌کننده اجرایی است. اندرو رونا و الکس هاینمن هم تهیه‌کنندگان این پروژه هستند. در آوریل ۲۰۲۴، گزارش شد که جولین مور به جمع بازیگران پیوسته است.
تصویربرداری اصلی در مه ۲۰۲۴ در برلین آغاز شد و سارا بولگر، نیک محمد و جنا کولمن به جمع بازیگران پیوستند.